# Antony Genn
Antony Genn (Sheffield, 1971) è un chitarrista britannico.
È noto per essere uno dei fondatori del gruppo che accompagnava Joe Strummer, i Mescaleros, e per aver fatto parte di altri gruppi come Pulp ed Elastica. Nei Mescaleros oltre a suonare la chitarra, componeva anche parte dei testi. Infatti parte dei brani presenti nel primo album di Joe Strummer and the Mescaleros (Rock Art and the X-Ray Style) sono scritti e prodotti da Genn. Farà parte dei Mescaleros fino al 2000, e nel 2004 insieme a Martin Slattery (anche'egli ex componente dei Mescaleros) forma il gruppo indie rock The Hours, con i quali ha finora prodotto alcuni singoli.